# Делюк (місячний кратер)
Кра́тер Делю́к (лат. Deluc) — великий старовинний метеоритний кратер у південній материковій частині видимого боку Місяця. Назва кратеру присвоєна на честь швейцарського геолога і метеоролога Жана-Андре Делюка (1727—1817) і затверджена Міжнародним астрономічним союзом у 1935 році. Утворення кратера відбулось у нектарському періоді.

## Опис кратера

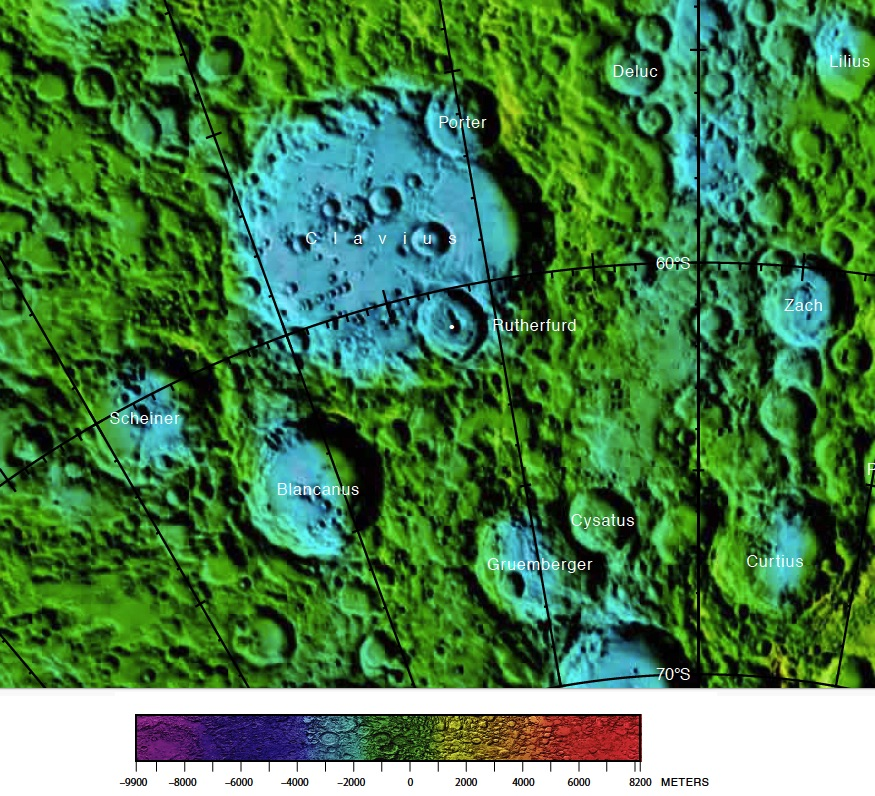
Околиці кратера Делюк. Фрагмент карти видимого боку Місяця

Найближчими сусідами кратера є величезний кратер Клавій на захід-південний захід; кратер Маджіні на північ-північний захід; кратер Геракліт на північному сході; кратер Ліліо на сході і кратер Цах на південному сході. Селенографічні координати центра кратера 55°01′ пд. ш. 2°59′ зх. д. / 55.02° пд. ш. 2.98° зх. д., діаметр 45,7 км, глибина 5,21 км.
Кратер має циркулярну форму з невеликим виступом у північно-західній частині, помірно зруйнований. Вал кратера скруглений, у північно-східній частині перекривається сателітним кратером Делюк H (див. нижче). Висота вала над навколишньою місцевістю сягає 1090 м, об'єм кратера становить приблизно 1650 км³. Чаша кратера є глибокаю, дно чаші порівняно рівне, у північно-східній частині чаші породи викинуті при формуванні сателітного кратера Делюк H утворюють трикутний виступ від вала кратера до центра. У східній частині чаші і дещо південніше від центра розташовані два примітних чашоподібних кратери.

## Сателітні кратери

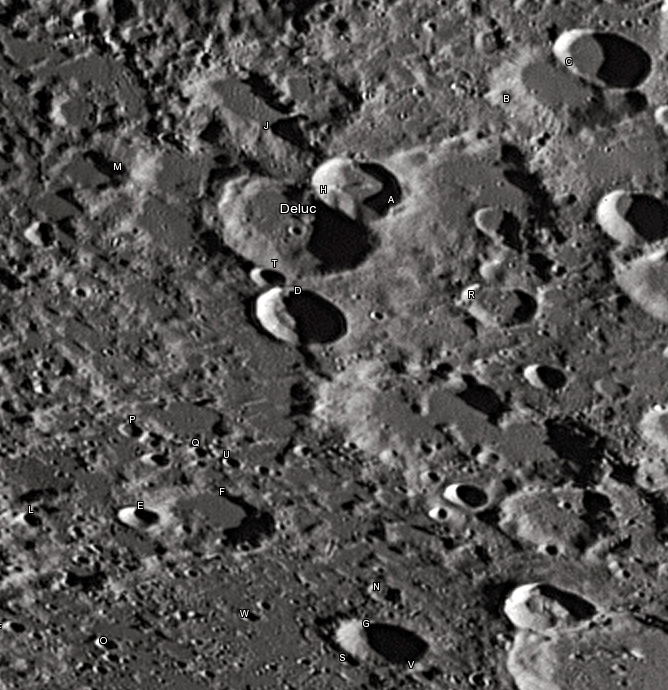
Фотознімок, зроблений Девідом Кемпбеллом.

| Делюк | Координати                                              | Діаметр, км |
| ----- | ------------------------------------------------------- | ----------- |
| A     | 54°04′ пд. ш. 0°30′ зх. д. / 54.07° пд. ш. 0.5° зх. д.  | 53,6        |
| B     | 52°09′ пд. ш. 0°16′ сх. д. / 52.15° пд. ш. 0.27° сх. д. | 32,8        |
| C     | 51°29′ пд. ш. 0°51′ зх. д. / 51.49° пд. ш. 0.85° зх. д. | 27,9        |
| D     | 56°23′ пд. ш. 2°27′ зх. д. / 56.38° пд. ш. 2.45° зх. д. | 27,3        |
| E     | 60°24′ пд. ш. 4°23′ зх. д. / 60.4° пд. ш. 4.39° зх. д.  | 11,5        |
| F     | 60°07′ пд. ш. 3°04′ зх. д. / 60.12° пд. ш. 3.07° зх. д. | 35,8        |
| G     | 61°33′ пд. ш. 0°40′ сх. д. / 61.55° пд. ш. 0.66° сх. д. | 26,5        |
| H     | 54°12′ пд. ш. 2°08′ зх. д. / 54.2° пд. ш. 2.13° зх. д.  | 27,0        |
| J     | 53°25′ пд. ш. 4°08′ зх. д. / 53.41° пд. ш. 4.13° зх. д. | 39,6        |
| L     | 60°54′ пд. ш. 6°24′ зх. д. / 60.9° пд. ш. 6.4° зх. д.   | 7,4         |
| M     | 54°55′ пд. ш. 6°19′ зх. д. / 54.92° пд. ш. 6.32° зх. д. | 20,4        |
| N     | 60°41′ пд. ш. 0°23′ сх. д. / 60.69° пд. ш. 0.38° сх. д. | 10,2        |
| O     | 62°56′ пд. ш. 4°32′ зх. д. / 62.93° пд. ш. 4.53° зх. д. | 6,7         |
| P     | 58°56′ пд. ш. 4°51′ зх. д. / 58.94° пд. ш. 4.85° зх. д. | 7,1         |
| Q     | 59°03′ пд. ш. 3°37′ зх. д. / 59.05° пд. ш. 3.62° зх. д. | 5,6         |
| R     | 55°29′ пд. ш. 0°35′ сх. д. / 55.48° пд. ш. 0.58° сх. д. | 21,0        |
| S     | 62°07′ пд. ш. 0°13′ сх. д. / 62.11° пд. ш. 0.21° сх. д. | 6,3         |
| T     | 55°53′ пд. ш. 3°08′ зх. д. / 55.89° пд. ш. 3.13° зх. д. | 9,9         |
| U     | 59°06′ пд. ш. 2°58′ зх. д. / 59.1° пд. ш. 2.97° зх. д.  | 5,3         |
| V     | 61°58′ пд. ш. 1°35′ сх. д. / 61.97° пд. ш. 1.59° сх. д. | 8,8         |
| W     | 61°46′ пд. ш. 1°55′ зх. д. / 61.76° пд. ш. 1.91° зх. д. | 6,0         |